# KZ Lieberose

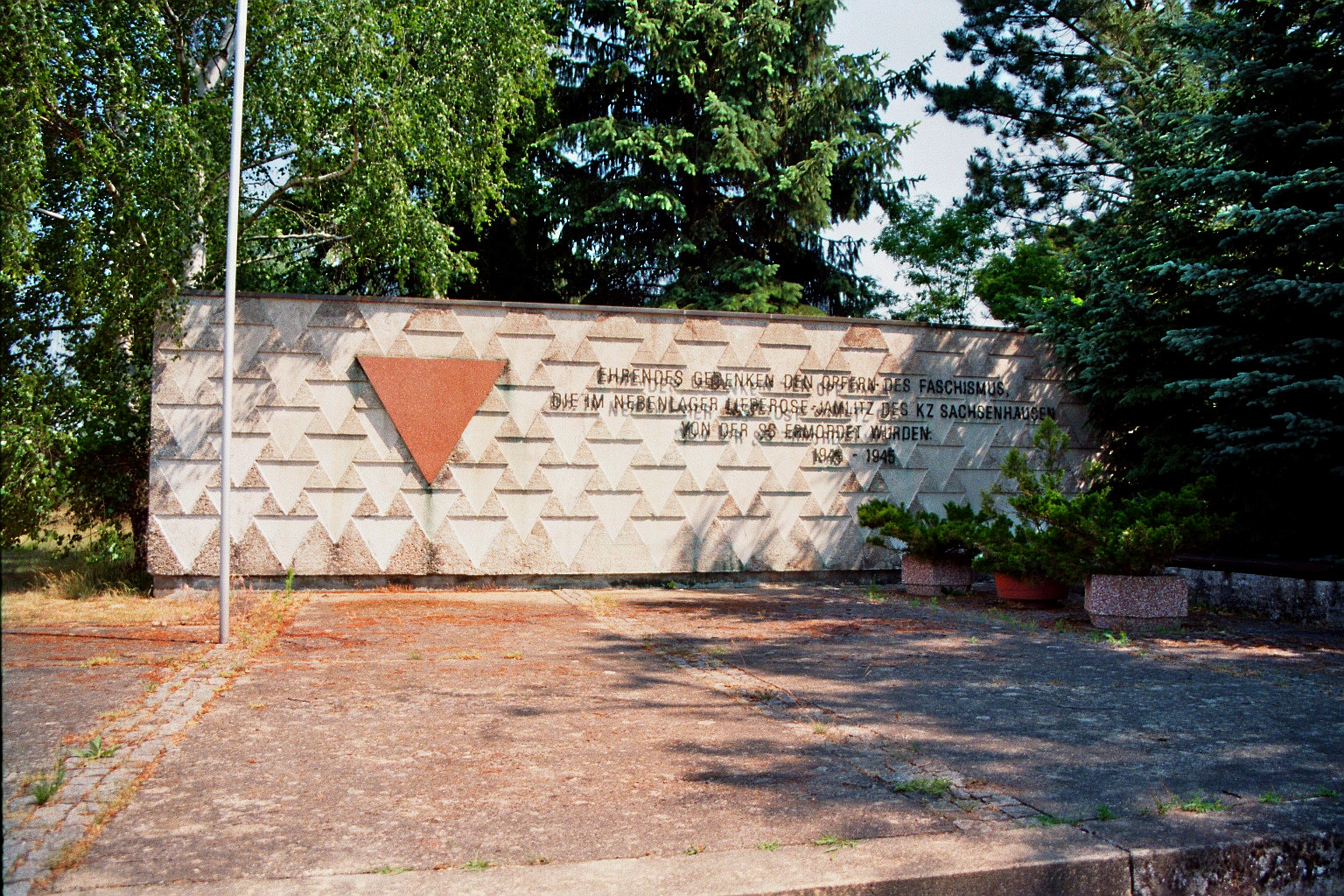
Denkmal von 1973

Das Konzentrationslager Lieberose im Dorf Jamlitz in der Nähe der Stadt Lieberose war ein 1943 errichtetes Nebenlager des KZ Sachsenhausen. Es lag ca. 30 km nördlich von Cottbus in der Niederlausitz im heute brandenburgischen Landkreis Dahme-Spreewald.
In dem Konzentrationslager wurden ab Frühsommer 1944 jüdische Menschen inhaftiert. Schätzungen gehen von bis zu 10.000 Menschen aus zwölf europäischen Ländern, vor allem aus Polen und Ungarn aus. Von ihnen überlebten vermutlich weniger als 400.
Im Lagerkomplex Auschwitz wurden die inhaftierten Menschen als Zwangsarbeiter für Jamlitz-Lieberose rekrutiert. Kranke und entkräftete Häftlinge wurden in Sammeltransporten nach Auschwitz zurückgebracht, um sie dort zu ermorden. Aufgrund der in Lieberose praktizierten Vernichtung durch Arbeit und durch die Verknüpfung mit den Vernichtungslagern kann das Außenlager Lieberose als ein Ort der Shoah angesehen werden.
Die Zwangsarbeit der Gefangenen wurde zur Errichtung umfangreicher Militäreinrichtungen eingesetzt. Das SS-Führungshauptamt ließ Kasernen, Straßen und militärische Anlagen für den Waffen-SS-Truppenübungsplatz Kurmark errichten. Der Truppenübungsplatz umfasste eine Fläche von 38.854 Hektar. Zu seiner Errichtung sollten 17 Dörfer zwangsumgesiedelt werden, was allerdings nicht passierte.

## Haftbedingungen

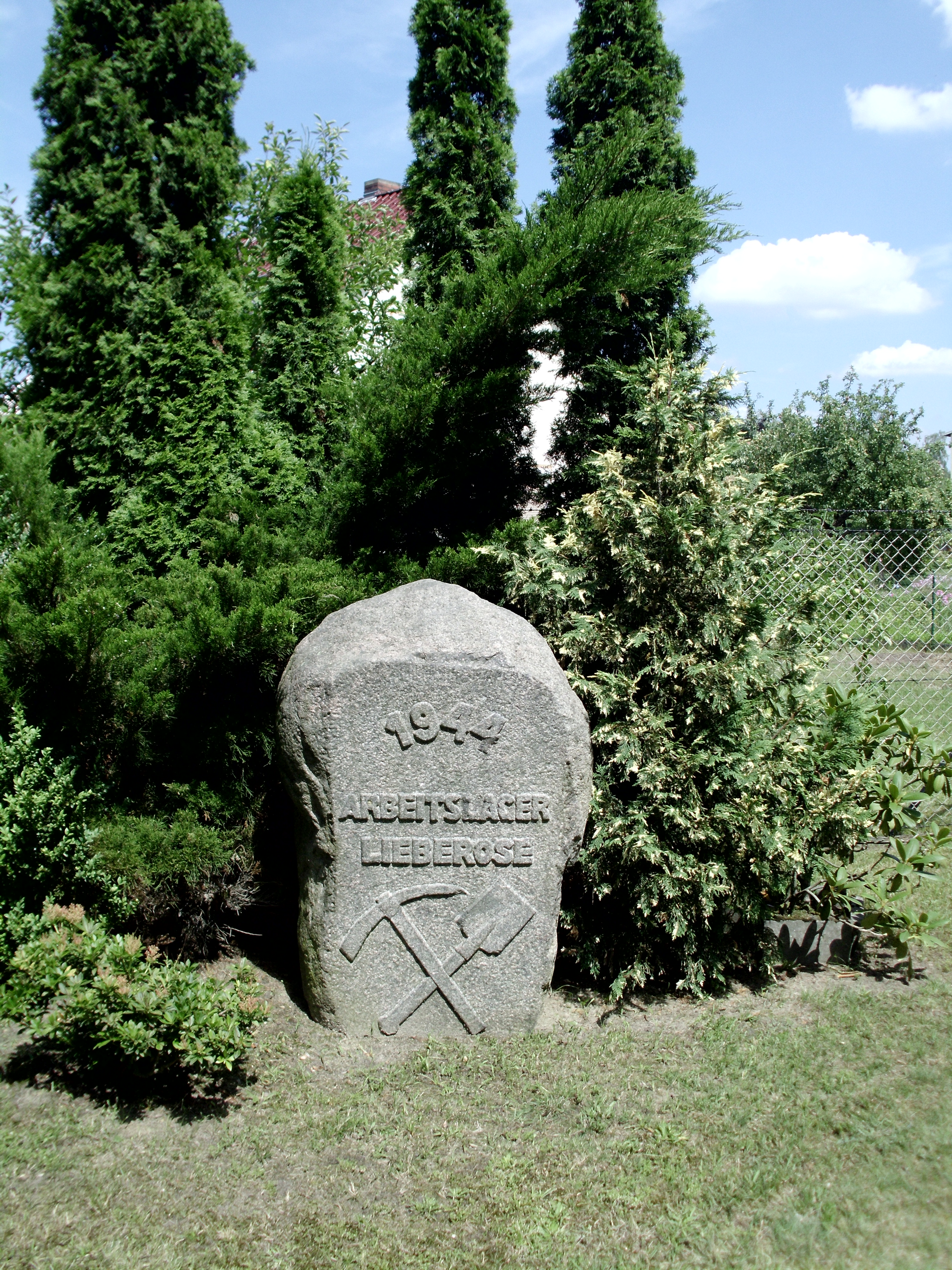
Stein am Lagereingang des KZ Außenlagers Lieberose in Jamlitz

Ab Juni 1944 erreichten monatlich Transporte mit jüdischen Häftlingen das Lager. Hinzu kamen immer wieder kleinere nichtjüdische Häftlingsgruppen aus dem KZ Sachsenhausen. Die höchste so genannte Belegung erreichte das KZ mit etwa 4.350 Häftlingen in 18 KZ-Baracken im Spätherbst 1944.

### Arbeitskommandos
Größtes Arbeitskommando war das Kommando „Unterkünfte Ullersdorf“, wo etwa 1000 Häftlinge einen Kasernenkomplex aus Baracken und festen Gebäuden zu errichten hatten. Auf dem SS-Bauhof zwischen Bahnhof und Häftlingslager waren ca. 500 Häftlinge in Magazinen, Büros, Werkstätten, Lagern und Handwerkertrupps eingesetzt. Berüchtigt war das Kommando „Gleisbau Reckmann“ einer privaten Cottbuser Firma, die zugleich im Frühjahr 1944 das Gleis Nr. 3 an der Rampe im Vernichtungslager Auschwitz-Birkenau verlegt hatte und um Jamlitz Straßen- und Gleisbau für die Waffen-SS betrieb. Es bestanden auch Kommandos „Holzfäller“, „Sägewerk“, „Bahnhof“, „Straßen- und Bunkerbau“.
Die politischen Häftlinge Otto Kriesche, ein sudetendeutscher Redakteur, und Herbert Simon aus Bremen waren zeitweise Lagerältester bzw. Arbeitseinsatzschreiber. Weitere bekannte Häftlinge waren der Rabbiner Hugo Gabriel Gryn, Rudy Herz, der Arzt Hans Salomon Landshut, der Kaufmann und Kommunalpolitiker Peter Lütsches, der spätere Schriftsteller Gunther R. Lys und der Novemberrevolutionär Hermann Stickelmann.

### Opferzahlen
Mit Öffnung Moskauer Archive wurden der Forschung Dokumente zugänglich, die auf die Opferzahlen schließen lassen. Veränderungsmeldungen und Transportlisten nennen Namen, Herkunft, Berufe und Geburtsdaten. Demnach waren die meisten Häftlinge ungarische, polnische und deutsche Juden. Daneben fanden sich auch sowjetische Kriegsgefangene. Bis zu 10.000 Häftlinge gingen durch das Lager.
Jeden Tag starben rund 30 KZ-Insassen an Krankheitsfolgen und Unterernährung. Insgesamt 4000 entkräftete Häftlinge sind ab Sommer 1944 zur Vernichtung ins KZ Auschwitz-Birkenau gebracht worden.

## SS-Täter

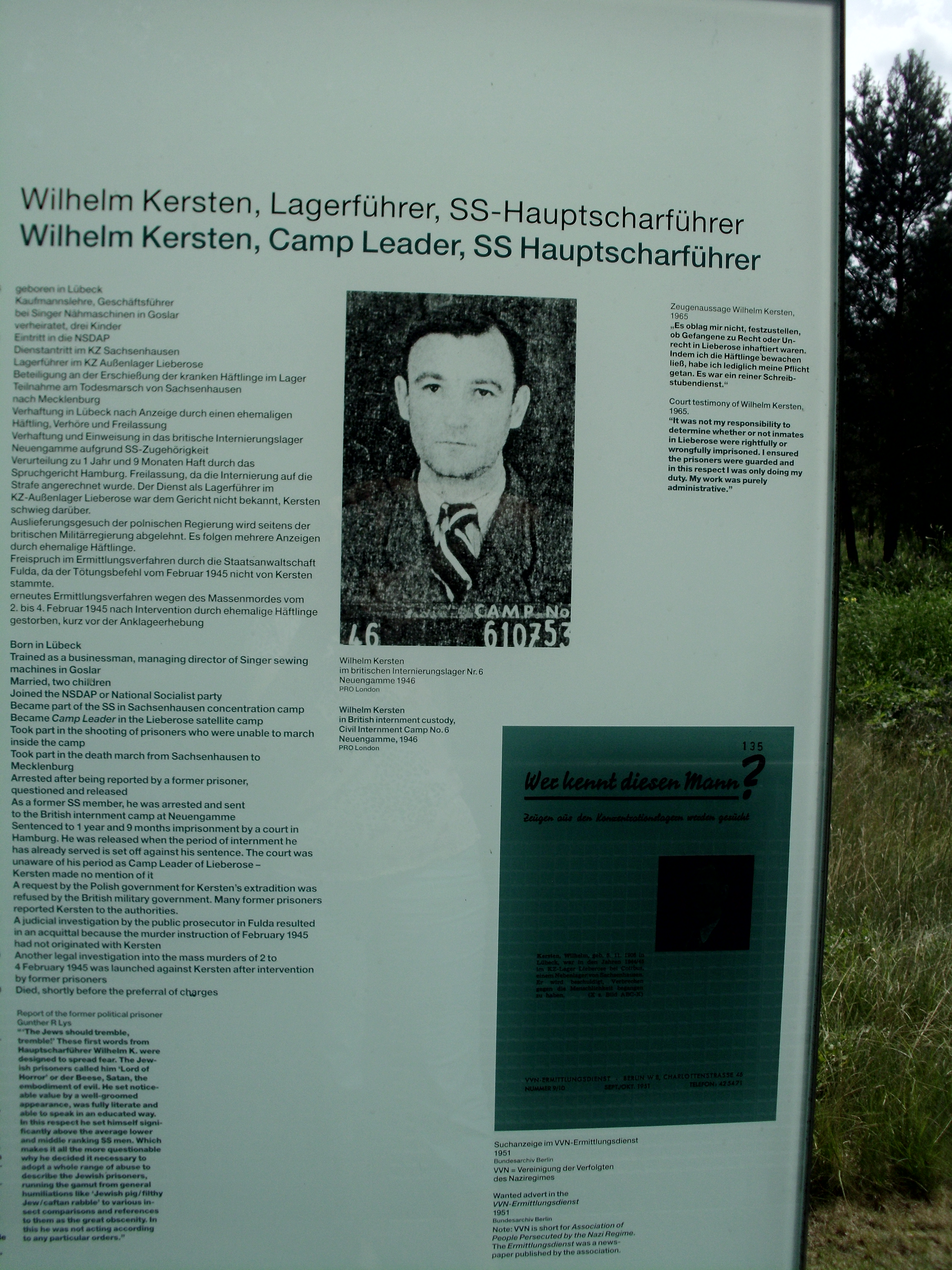
Lagerleiter Wilhelm Kersten auf einer Tafel der Gedenkstätte Jamlitz

Lagerleiter war Wilhelm Kersten (SS-Hauptscharführer). Das SS-Wirtschafts- und Verwaltungshauptamt (WVHA) stellte die Lager-SS, die „Zentralbauleitung der Waffen-SS und Polizei Kurmark“ das technische Personal für die Bauvorhaben.
Standortkommandant für den SS-Truppenübungsplatz Kurmark war Standartenführer Alexander Fick. Den Bauhof leitete Obersturmführer Heinrich Köhlinger.

## Todesmarsch
Einer der berüchtigten Todesmärsche von KZ-Häftlingen ging im Februar 1945 von hier in Richtung Oranienburg (KZ Sachsenhausen) und dauerte acht Tage. Der Marsch wurde durch Goyatz, Kuschkow, Teupitz, Zossen, Ludwigsfelde, Potsdam und Falkensee geleitet, wo unterwegs entweder auf freiem Feld, in Scheunen, Ställen oder in verlassenen Lagern und Kasernengebäuden übernachtet wurde.
Genau 1342 Kranke und Nicht-Transportfähige waren von der SS vor Ort zurückgelassen worden. Von ihnen hat vermutlich keiner überlebt. Es waren meist ungarische Juden, die zwischen dem 2. und 4. Februar 1945 von der Wachmannschaft der SS ermordet wurden. Die Leichen wurden zur Kiesgrube Staakow gebracht. Häftlinge mussten die Toten vergraben, anschließend wurden sie ebenfalls ermordet.
Der Todesmarsch erreichte am 9. Februar das KZ Sachsenhausen, wo in den nächsten Tagen etwa 400 jüdische Häftlinge auf dem Industriehof getötet wurden. Im Laufe des Februar evakuierte die SS die restlichen ca. 1000 jüdischen Häftlinge ins KZ Mauthausen.

## Gedenken
Ein Lagerstein von 1944 markiert den früheren KZ-Lagereingang unmittelbar an der Straße des heute mit Wohnbebauung übersiedelten Gebiets.

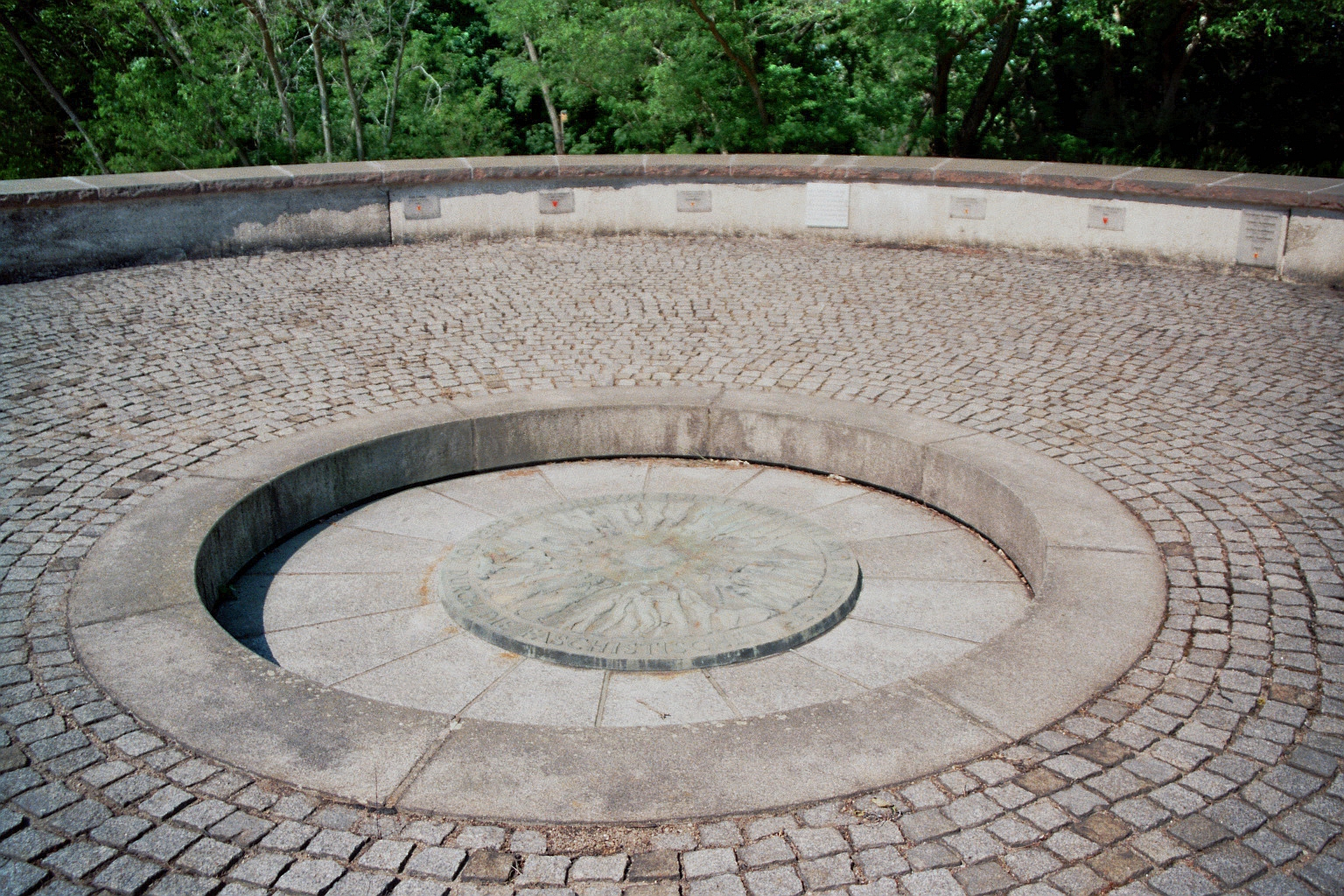
Urnengrab

Nachdem 1971 bei Staakow ein Massengrab mit Gebeinen von 577 dort wahrscheinlich ermordeter Menschen entdeckt worden war, wurde 1982 einige Kilometer entfernt in der Stadt Lieberose ein Museum errichtet. Die Überreste der Toten wurden in einem Urnengrab ebenfalls in Lieberose beigesetzt, wo es seit 1973 eine Gedenkstätte gibt.

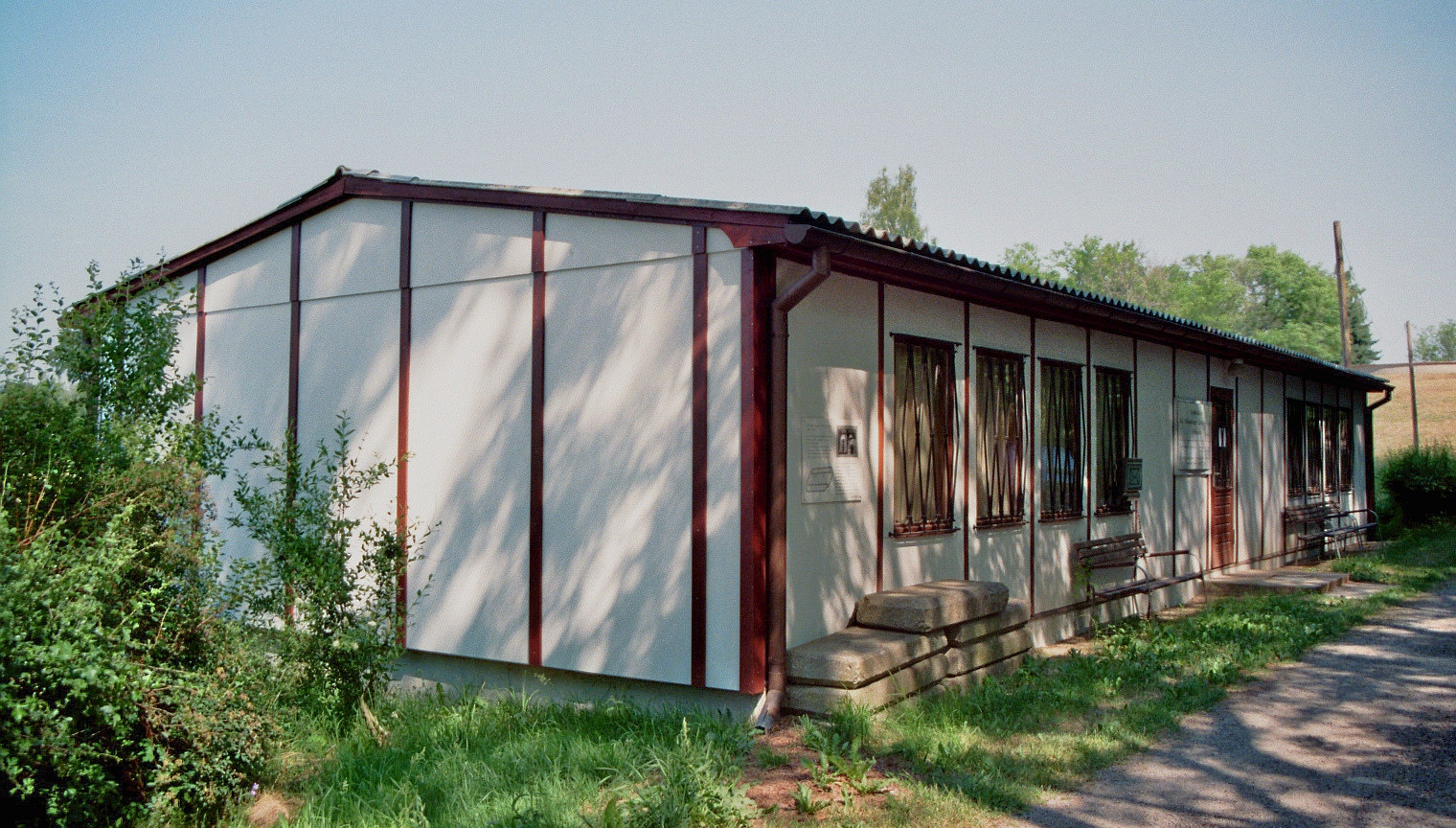
Museum, Gedenkstätte beim Friedhof Lieberose

In Jamlitz wurden die letzten Zeitzeugnisse beseitigt (Lagerstein, Torpfeiler). Von 1973 bis zum Ende der DDR 1990 erinnerte in Jamlitz nichts an dieses Lager. Anfang der 1970er Jahre entstanden durch die Arbeit einer Schülerarbeitsgemeinschaft an der Lieberoser Schule mit ihrem Lehrer Roland Richter eine größere Materialsammlung und erste Kontakte zu Überlebenden des Lagers.
Nördlich von Lieberose, im Winkel der Bundesstraßen 168 und 320, befindet sich das 1973 eingeweihte Mahnmal für das von 1943 bis 1945 dort bestehende Nebenlager.
Seit 2003 erinnern Gedenksteine und Stelen auf dem ehemaligen KZ-Gelände an die Opfer, die bereits gefunden wurden.
Unter Berücksichtigung der Zahl der bereits gefundenen Leichen ergab sich die Vermutung, dass noch immer über 700 meist jüdische Tote in Lieberose-Jamlitz verscharrt sein müssten. Es handelt sich dabei vermutlich um das größte bisher nicht gefundene Massengrab der Shoah auf dem Gebiet der Bundesrepublik Deutschland. Nach langjährigen Gerichtsverfahren und Verhandlungen mit dem Eigentümer der Flächen konnte ein möglicher Grabort erst im Mai 2010 untersucht werden. Am 14. Juni 2010 wurden die Grabungen mit der Erkenntnis eingestellt, dass die bisherigen Verdachtsflächen keine Grabflächen beinhalten. Es konnten nur gesicherte Erkenntnisse zur Lage des sogenannten „Schonungsblocks“ gewonnen werden. Weitere Verdachtsflächen oder Hinweise darauf liegen derzeit in Jamlitz nicht vor.
Jürgen Brodwolf schuf 1990 die Installation Lieberose. Sie besteht aus Eisenblech, Pappe, Gaze, Asphalt, Wachs und 75 geografischen Kartenblättern, hat eine Größe von etwa 2,5×3×4 m³ und steht im Märkischen Museum Witten. Die Kunstpublizistin Susanne Wedewer beschreibt sie so:
„Auf einem länglichen Tisch liegen scheinbar achtlos übereinandergeworfene ‚Leiber‘, Papp-Gaze-Figuren, ummantelt mit Wachs und Asphalt. Jede von ihnen trägt eingebrannt einen Nummernstempel. Jede Nummer: ein Schicksal. An den Wänden hängen Archivkästen mit 75 Karteiblättern, auf denen der Todesmarsch von 3500 Juden von Lieberose nach Sachsenhausen dokumentiert ist mit Daten, Zahlen, Ortsnamen … Die Neugierde verleitet dazu, die Blätter herauszunehmen, jedes einzelne – einem Zwang gehorchend, sich zu stellen, nicht zu gehen wie vielleicht so oft. Gleichwohl läßt sich auch hier der Tod in bewährter Manier verdrängen, lassen sich die heraufbeschworenen Bilder wieder sorgfältig unter Verschluß bringen, denn sie gehören ja angeblich der Vergangenheit an.“

## Nachkriegszeit
Auf dem gleichen Gelände befand sich zwischen 1945 und 1947 das sowjetische Speziallager Nr. 6 (auch Speziallager Jamlitz) mit 7.600 bis 10.300 Häftlingen, die als Funktionsträger des NS-Regimes oder entsprechend verdächtigte Personen inhaftiert worden waren.
Eine knappe Darstellung der Aufarbeitungsgeschichte des Konzentrationslagers durch das DDR-Ministerium für Staatssicherheit über die Nachkriegsjahrzehnte findet sich bei der Zeitschrift Horch und Guck des Bürgerkomitees 15. Januar. Dort wird auf die Problematik hingewiesen, dass ein KZ-Standort auch Ort eines NKWD-Internierungslagers in Deutschland geworden war. Die KZ-Häftlinge wurden immer wieder als „politische“ Häftlinge (und eben nicht als rassistisch Verfolgte) dargestellt.